# 大卫卷叶蛛
大卫卷叶蛛（学名：Dictyna davidi）为卷叶蛛科卷叶蛛属的动物。在中国大陆，分布于浙江等地。该物种的模式产地在浙江。